# Czerwony Strumień
Czerwony Strumień (niem. Rothflössel, cz. Červený Potok) – uroczysko-dawna miejscowość gmina Międzylesie, położona w Górach Bystrzyckich, na płaskowyżu Czerwień, którą tworzy północne zbocze Kamyka (721 m n.p.m.) nad potokiem Czerwony Strumień.

## Historia
W rejonie wsi od XIV w. do wojny trzydziestoletniej wydobywano rudę żelaza, którą przetapiano w kuźnicy w Boboszowie. Stałe osadnictwo pojawiło się później, bo w połowie bądź pod koniec XVI wieku. W 1840 roku wieś liczyła 130 mieszkańców. Zabudowa rozciągała się na wysokościach 650–700 m n.p.m., a należące do wsi użytki rolne przekraczały nawet tę wysokość, zajmując przyległe stoki i spłaszczoną wierzchowinę Kamyka. Pod koniec XIX wieku grunty orne stanowiły ponad 2/3 areału należącego do miejscowości, a łąki zaledwie 1/4. Obecnie sytuacja jest całkowicie odmienna – nie występują tu żadne grunty orne, a większość dawnych pól to łąki, przeznaczone do zalesienia.
W 1885 znajdowały się tu 53 budynki, w tym 25 mieszkalnych. Mieszkało tu 139 stałych mieszkańców, funkcjonowała gospoda, tkalnie lnu i bawełny, a w XIX wieku – browar. Miejscowość cieszyła się dużym powodzeniem wśród turystów, stanowiąc punkt wyjścia na szlak do Zemskej brány – skalnego przełomu Dzikiej Orlicy. Dolna część wsi, przez którą przebiegał dawniej szlak pielgrzymkowy do sanktuarium w Neratovie, uchodziła przed 1945 za bardzo malowniczy zakątek i znana była z malowniczych widoków, co należy już niestety do przeszłości. Częścią wsi była położona po wschodniej stronie miejscowości kolonia Waldhäuser (Leśne Domy).
W czasie wytyczania granicy państwowej po II wojnie światowej w latach 1947-1948 wieś została całkowicie wysiedlona, aczkolwiek jej wyludnianie rozpoczęło się już w okresie międzywojennym. Granica z Czechami przebiega wzdłuż potoku Czerwony Strumień, ale pas graniczny w latach 40. XX w. wyznaczono i zaorano powyżej wsi. Po roku 1945 na skutek braku komunikacji i przygranicznego położenia wieś pozostała niezamieszkana i zanikła.

## Współczesność
Obecnie po wsi zostały tylko fragmenty fundamentów obejść gospodarczych, zniszczone postumenty przydrożnych figur religijnych i kamienne mury barokowej kaplicy z XVIII wieku, do początku XIX wieku będącej siedzibą odrębnej parafii. Przed kaplicą przez kilkanaście lat leżał kamienny krzyż z figurą Jezusa ukrzyżowanego z 1733 roku. Został on przeniesiony do Kamieńczyka i stoi przed zabytkowym kościołem św. Michała. Z kolei tuż za granicznym mostkiem, już w Czechach, znajduje się figura św. Jana Nepomucena pochodząca z 1801 roku.
Przy drodze do Międzylesia na skrzyżowaniu drogi polnej Lesica – Kamieńczyk znajdują się ruiny przydrożnej kamiennej kapliczki, a przy lesie ruiny dużego obiektu, w którym w czasie II wojny światowej mieścił się ośrodek rehabilitacyjny SS zwany Esbaude.
W latach 2010–2012 Towarzystwo Górskie "Kłodzka Róża" wytyczyło ścieżkę dydaktyczną "Śladami opuszczonej wsi Czerwony Strumień", która biegnie od drewnianego kościoła w Kamieńczyku do Niemojowa. 8 lipca 2015 roku szlak został zniszczony przez nawałnicę, która powaliła m.in. 300-letnie pomnikowe wiązy górskie, a konary zabytkowej lipy spadając uszkodziły mury kaplicy.

## Osoby związane z Czerwonym Strumieniem
We wsi 1 grudnia 1764 roku urodził się Joseph Knauer późniejszy biskup wrocławski.

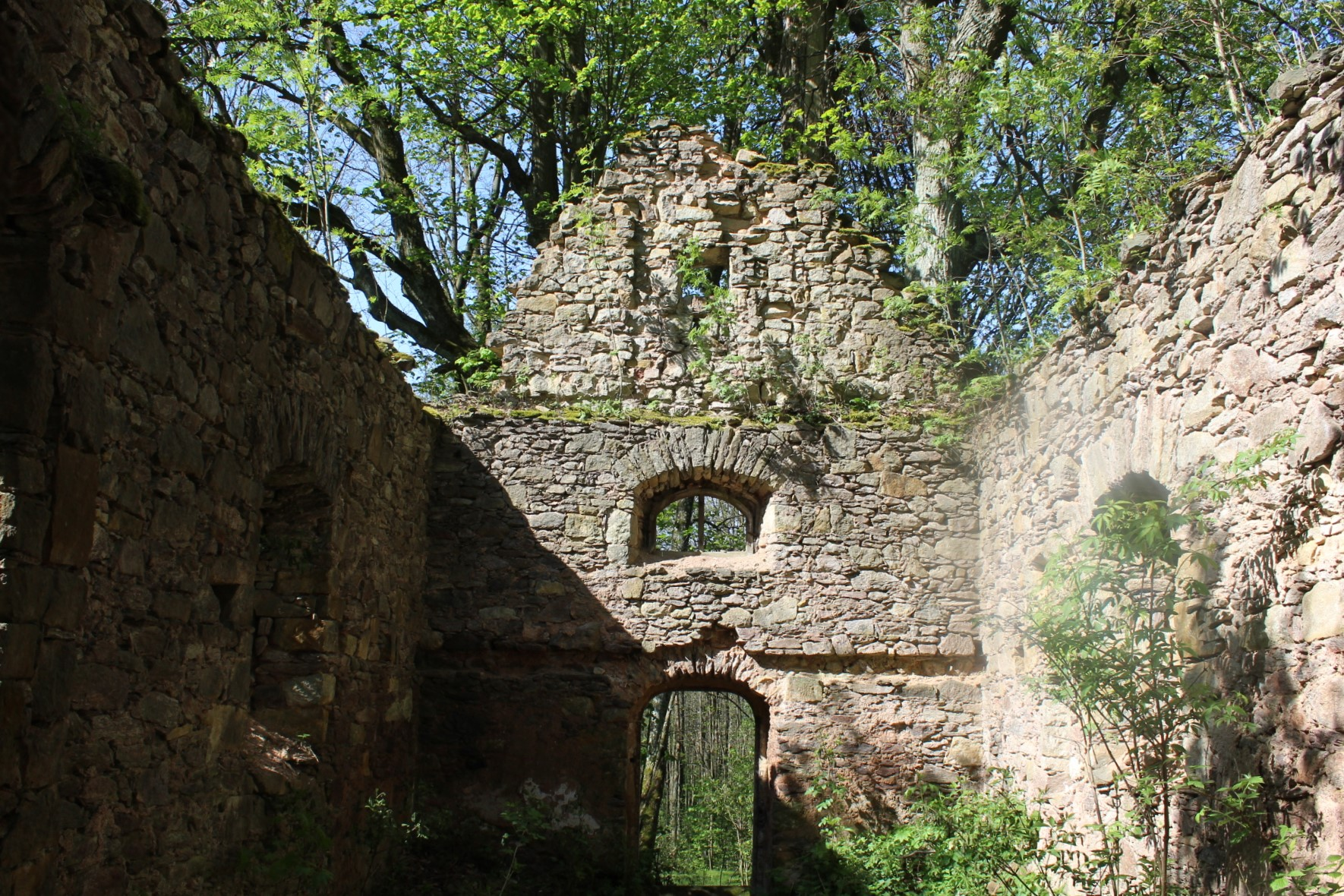
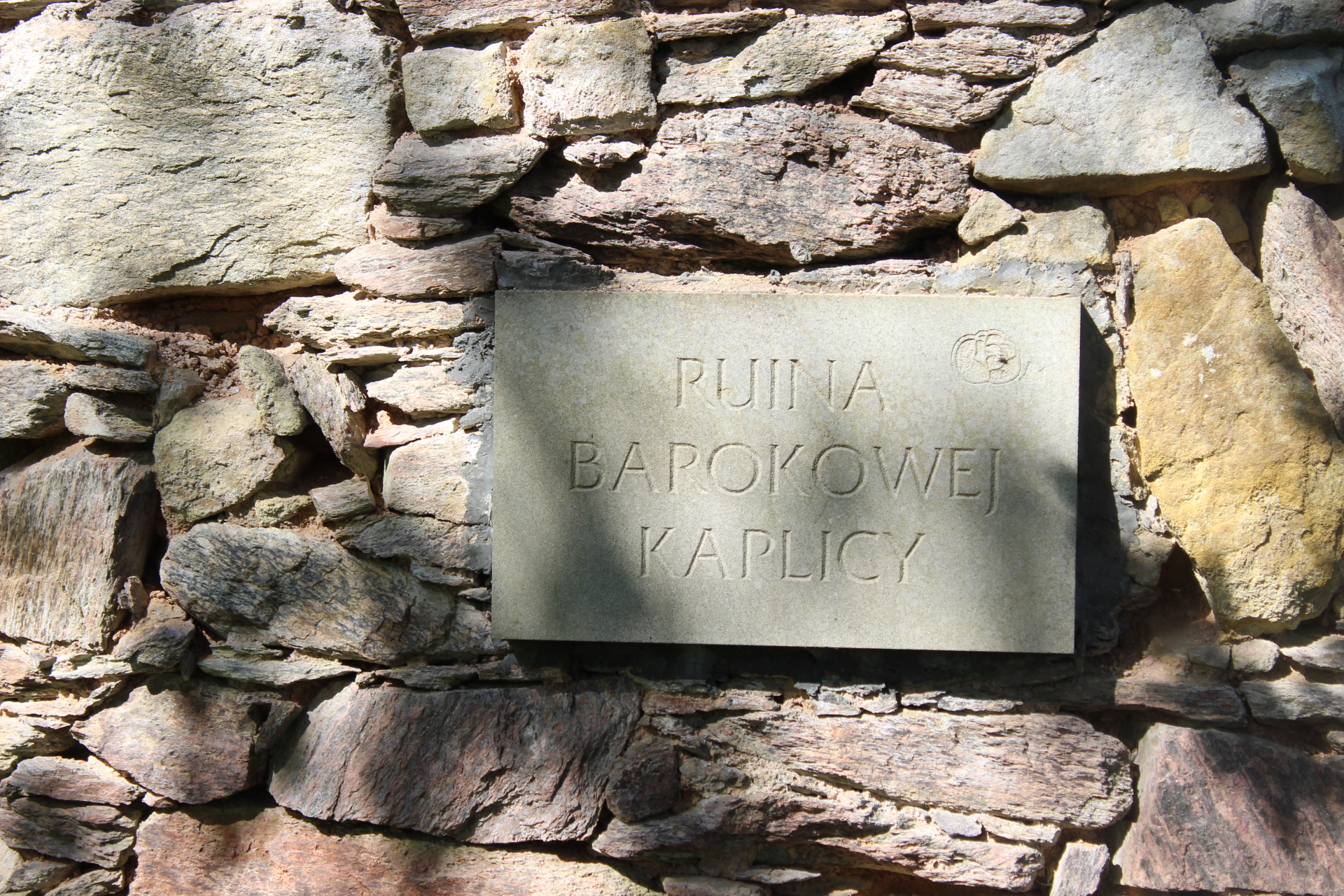
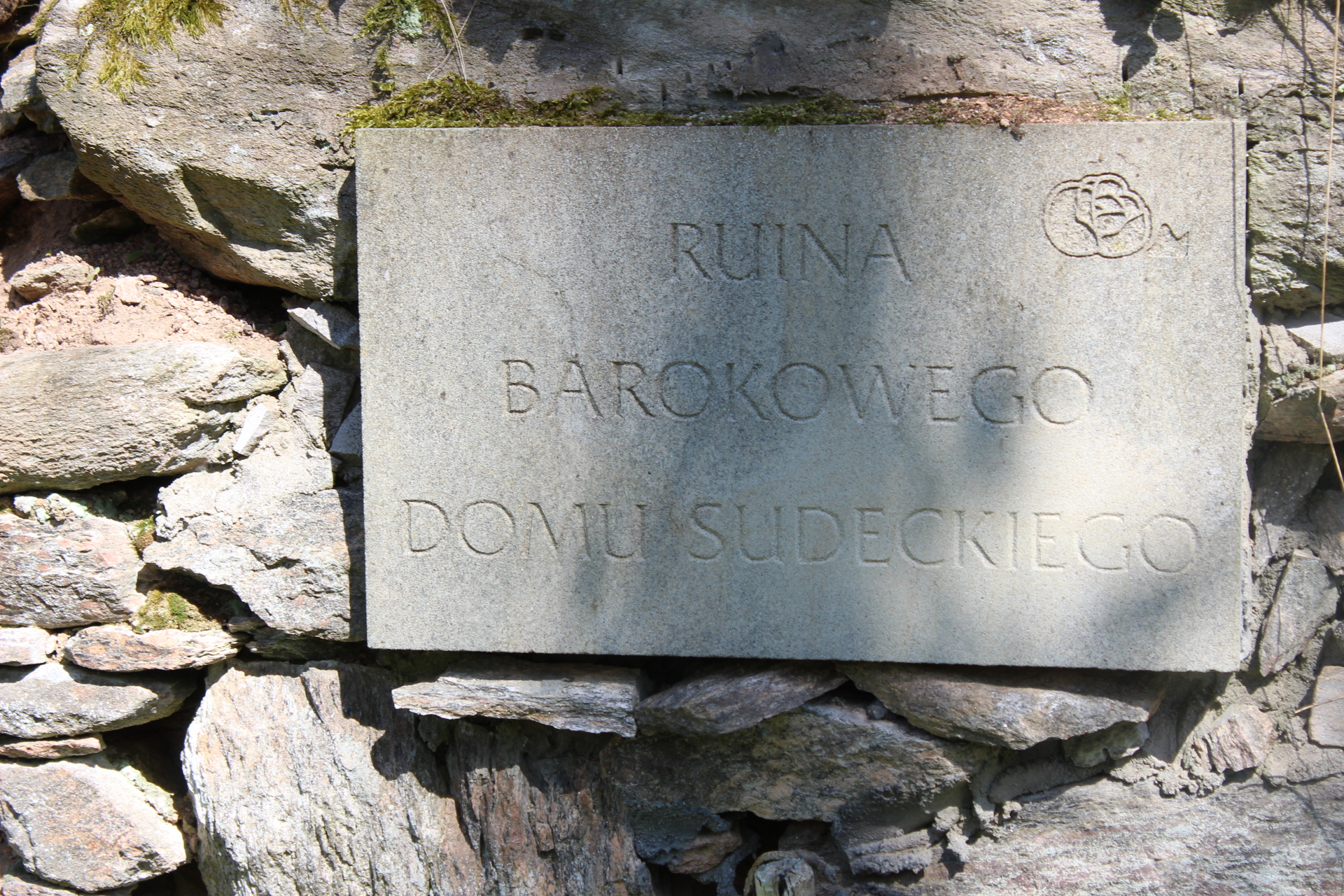
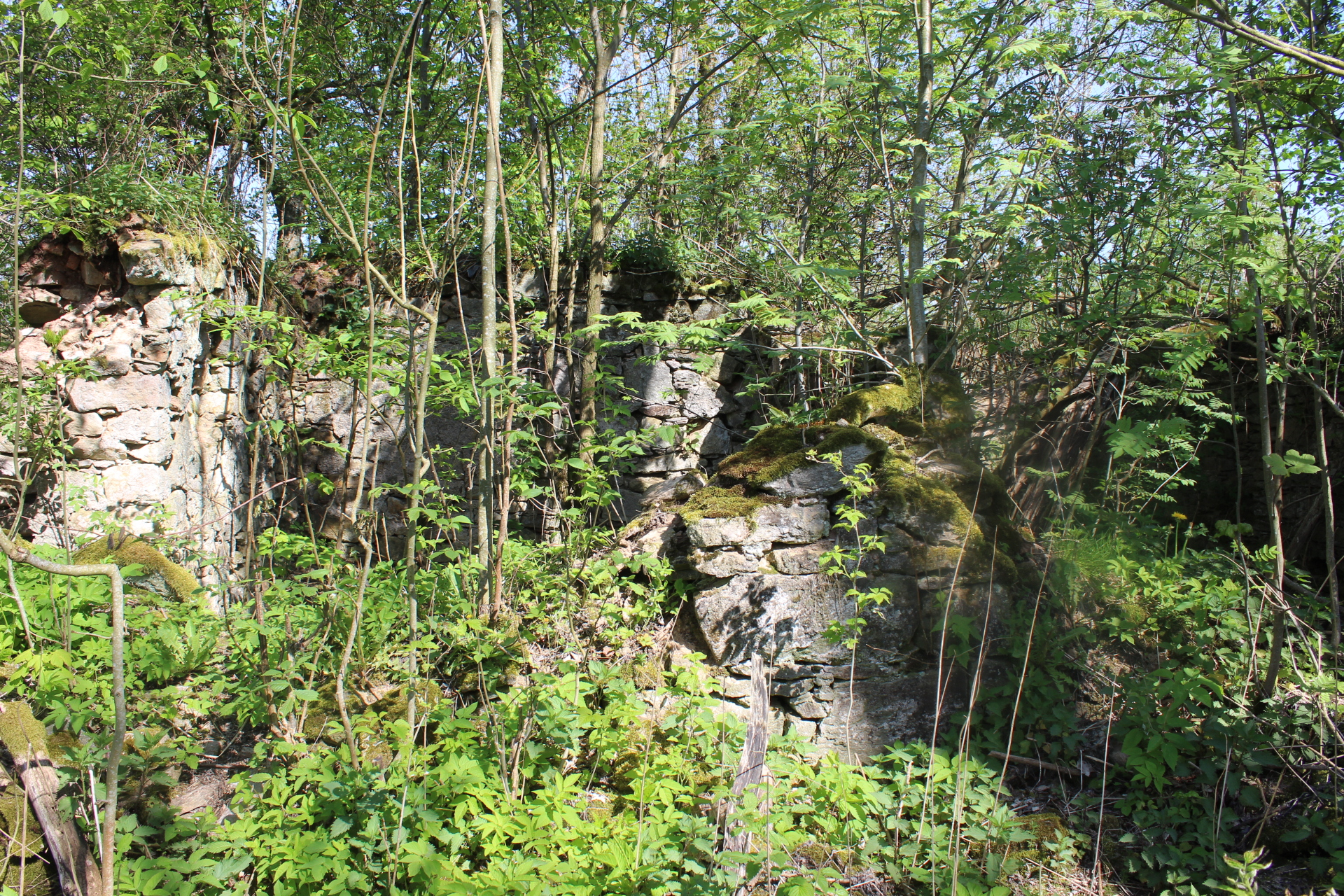
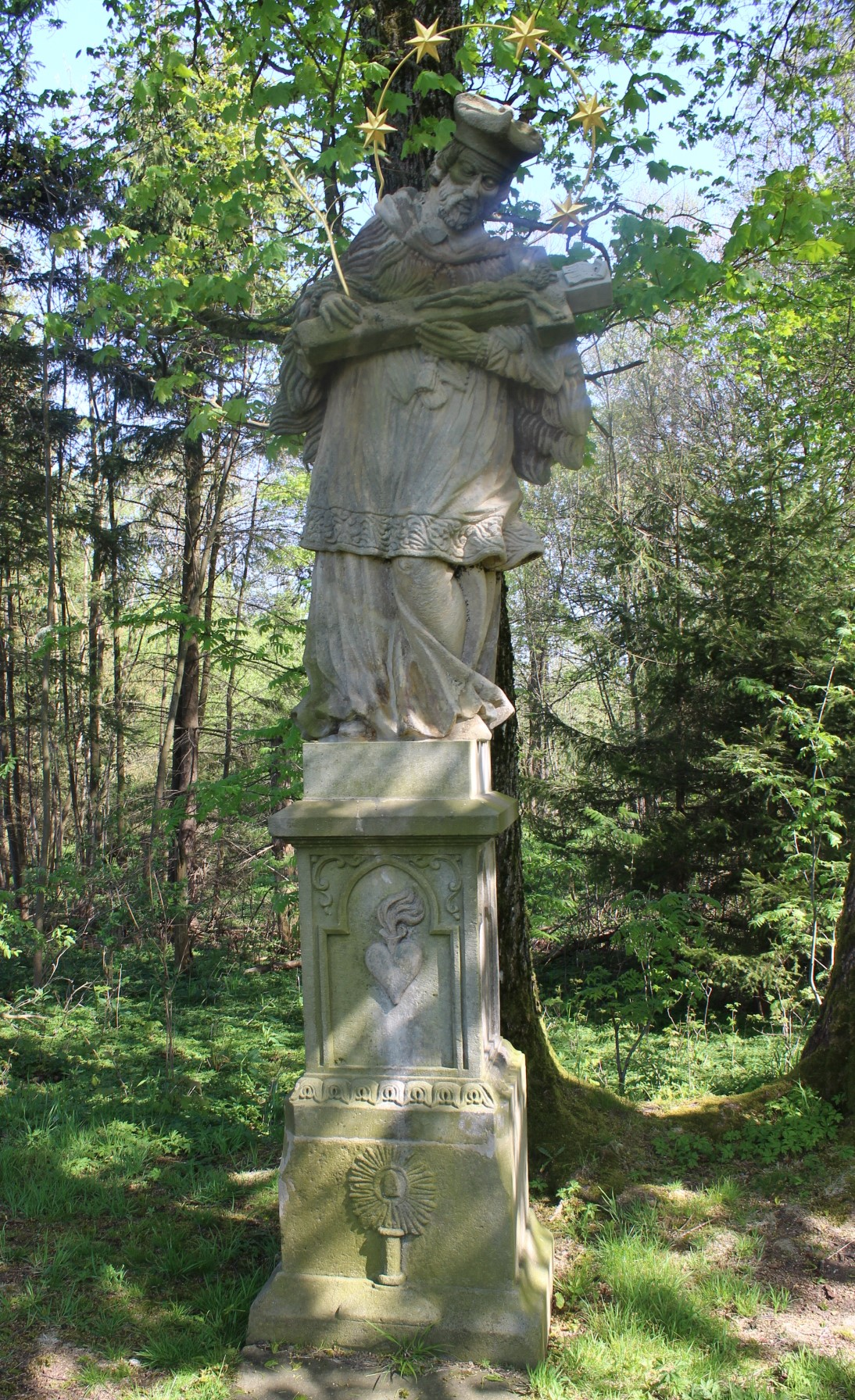
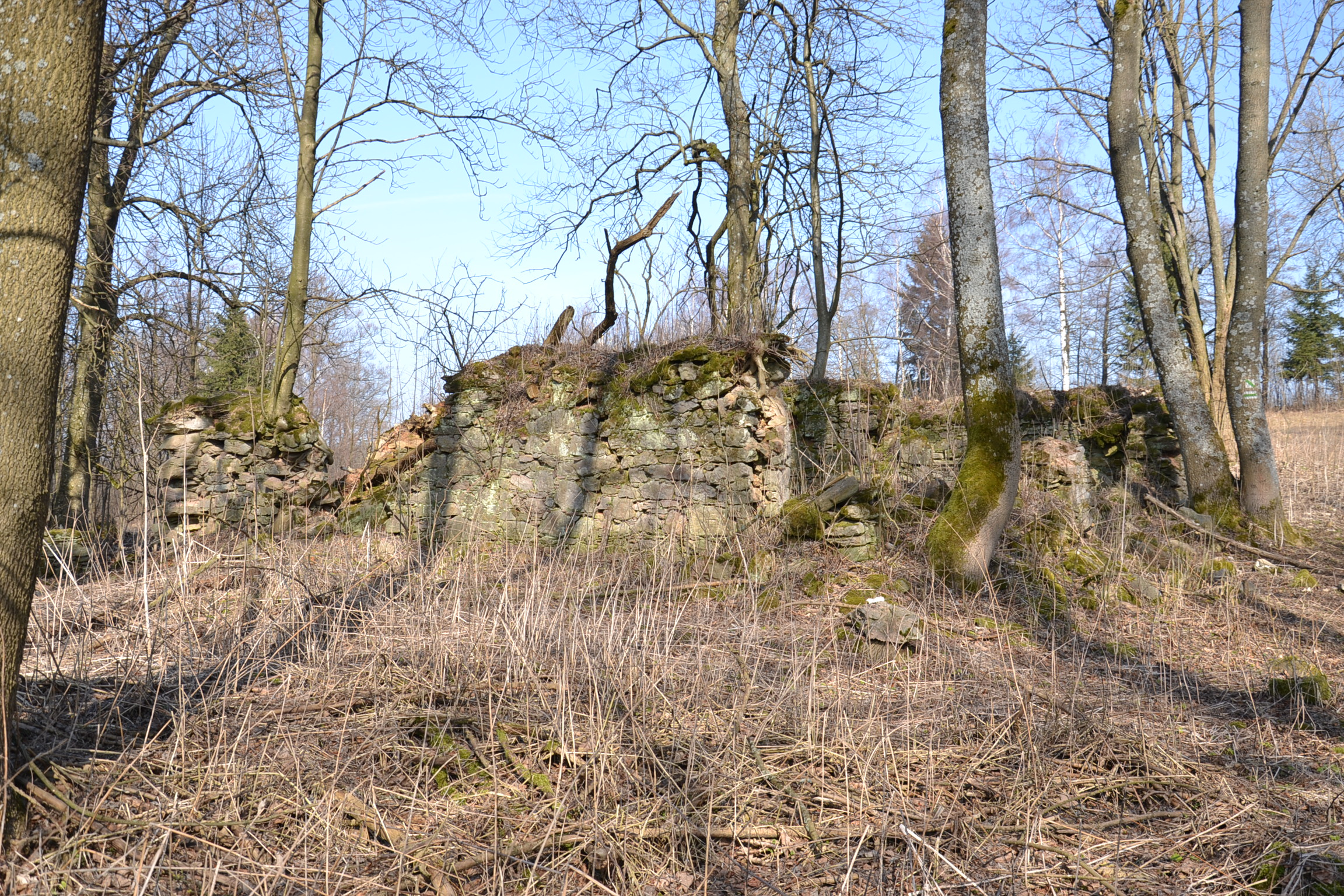
Ruina zabudowań